# Mary Makhatho
Mary Makhatho (10 de agosto de 1965 - 7 de agosto de 2017) fue una actriz sudafricana, más conocida por su actuación en series de televisión como; Yizo Yizo, Gaz'lam, Generations y Ga Re Dumele.

## Biografía
Makhatho nació el 10 de agosto de 1965 en Soshanguve, Sudáfrica.
El 6 de julio de 2017, resultó gravemente herida tras una caída, se golpeó la cabeza durante la caída y quedó en estado de coma. Fue llevada de urgencia a un hospital de Johannesburgo. Cuatro días después, la trasladaron a un hospital de Pretoria. Sin embargo, murió el 7 de agosto de 2017 a la edad de 51 años sin recobrar el conocimiento. Fue enterrada en el cementerio Block VV en Soshanguve el 14 de agosto de 2017.

## Carrera profesional
En 1998, participó en la serie Kelebone. En 2000, se unió a la serie infantil Soul Buddyz interpretando a "Beauty". En 2002, se unió al elenco de dos series: Yizo Yizo y Gaz'lam. Posteriormente, apareció en algunos episodios de la telenovela Generations de SABC1. En 2006, actuó en la serie canadiense de CBC Jozi-H con el papel de "La primera esposa de Dumisani". En 2008, se unió al elenco de Rhythm City con el personaje de "Connie". Después de unos años, se retiró del reparto, pero se reincorporó en 2014.
En 2010, apareció en la serie eKasi: Our Stories dando vida al personaje de "Nelly". El mismo año, se unió a la comedia de situación Ga Re Dumele, donde interpretó el papel de "Esther Mamoruti Tlhong". En 2015, se unió a la serie dramática de SABC2 Mamello como "Mosumbuka" y actuó en la película de Hollywood Duma dirigida por Carroll Ballard como "Thandi".

## Filmografía
| Año  | Título               | Rol                       | Tipo                | Ref. |
| ---- | -------------------- | ------------------------- | ------------------- | ---- |
| 2000 | Soul Buddyz          | Beauty                    | Serie de televisión |      |
| 2002 | Yizo Yizo            |                           | Serie de televisión |      |
| 2002 | Gaz'lam              | Doctora de Portia         | Serie de televisión |      |
|      | Generations          | Puleng                    | Serie de televisión |      |
| 2005 | Duma                 | Thadi                     | Película            |      |
| 2006 | Jozi-H               | Primera esposa deDumisani | Serie de televisión |      |
| 2008 | Rhythm City          | Connie                    | Serie de televisión |      |
| 2010 | eKasi: Our Stories   | Nelly                     | Serie de televisión |      |
| 2010 | Ga Re Dumele         | Esther Mamoruti Tlhong    | Serie de televisión |      |
| 2010 | Intersexions         | madre de Thami            | Serie de televisión |      |
| 2013 | Geraamtes in die Kas | Gladys Rhamaphosa         | Serie de televisión |      |
| 2013 | Mzansi Love          | Hermana Maria             | Serie de televisión |      |
| 2013 | Remix                | Tía Jabu                  | Serie de televisión |      |
| 2015 | Mamello              | Miss Masombuka            | Serie de televisión |      |
| 2016 | Greed & Desire       | Refiloe Makgetla          | Serie de televisión |      |
| 2016 | 90 Plein Street      | Ausi Polina               | Serie de televisión |      |
| 2016 | Doubt                | Tumi                      | Serie de televisión |      |